# Renate Müller
Renate Müller, född 26 april 1906 i München, Kejsardömet Tyskland, död 7 oktober 1937 i Berlin, var en tysk skådespelare. Müller debuterade som teaterskådespelare 1925. Från och med 1929 medverkade hon även i film. Hon blev en populär filmkomedienne och hade motspelare som Hans Albers, Gustav Fröhlich, Emil Jannings och Hermann Thimig. Hennes plötsliga död 1937 har lett till flera spekulationer. Det har beskrivits som orsakat av epilepsi, suicid eller lönnmord av Gestapo. Skälet till det senare skall ha varit att hon vägrat medverka i Tyska rikets propagandafilmer.

## Filmografi, urval
- 1930 – Mandom, mod och sköna kvinnor
- 1930 – Gudarnas älskling
- 1931 – Hjärtats seger
- 1931 – Ett litet snedsprång
- 1931 – Stenografi och kärlek
- 1932 – 13 vid bordet
- 1933 – Säsong i Kairo
- 1933 – Viktor och Viktoria
- 1934 – Hennes engelska giftermål
- 1936 – Allotria
- 1936 – Hans officiella hustru